# Festival Elsy Jacobs 2021
La 13e édition du Festival luxembourgeois du cyclisme féminin Elsy Jacobs a lieu du 30 avril au 2 mai 2021. La course fait partie du calendrier international féminin UCI 2021 en catégorie 2.Pro.
Lorena Wiebes remporte le prologue. Emma Norsgaard Jørgensen s'impose dans les sprint des première et deuxième étapes. Elle s'impose ainsi au classement général, à celui par points et à celui de la meilleure jeune. Thalita de Jong est la meilleure grimpeuse. Le podium est complété par Leah Kirchmann et Maria Giulia Confalonieri. La formation Jumbo-Visma est la meilleure équipe. 

## Équipes
| UCI Women's WorldTeams (8)- Alé BTC Ljubljana - Canyon-SRAM Racing - Team DSM - FDJ-Nouvelle Aquitaine-Futuroscope - Liv Racing - Movistar Team - SD Worx - Trek-Segafredo Équipes féminines continentales (9)- Andy Schleck-CP NVST-Immo Losch - Bingoal Casino-Chevalmeire - Ceratizit-WNT Pro Cycling - Drops-Le col - Jumbo-Visma - Massi Tactic - Parkhotel Valkenburg - Stade Rochelais Charente-Maritime Women Cycling - Valcar-Travel & Service Équipe régionale et de club- Centre mondial du Cyclisme |
| |

## Parcours
Le parcours du prologue est rapide et technique. La première étape comporte une partie en ligne longue de 44,7 km suivie de quatre tours long de 20,1 km chacun comportant une côte en son milieu ainsi qu'une autre difficulté vers la ligne d'arrivée. La deuxième étape a une partie en ligne de 61,3 km avant d'effectuer cinq tours de 8,8 km. 

## Étapes
| Étape     | Date    | Villes étapes         | type            | Distance (km) | Dénivelé (m) | Vainqueur d'étape | Leader du classement général |
| --------- | ------- | --------------------- | --------------- | ------------- | ------------ | ----------------- | ---------------------------- |
| Prologue  | 30 avr. | Cessange – Luxembourg | prologue        | 2,15          | 25 m         | Lorena Wiebes     | Lorena Wiebes                |
| 1re étape | 1 mai   | Steinfort – Steinfort | étape vallonnée | 125,1         | 1 567 m      | Emma Norsgaard    | Emma Norsgaard               |
| 2e étape  | 2 mai   | Garnich – Garnich     | étape vallonnée | 105,3         | 1 537 m      | Emma Norsgaard    | Emma Norsgaard               |

## Favorites
La vainqueur sortante, Lisa Brennauer, n'est pas au départ contrairement à sa coéquipière Elizabeth Banks. Christine Majerus va tenter de s'imposer à domicile. L'équipe Movistar se présente au départ avec la baroudeuse Leah Thomas et la sprinteuse Emma Norsgaard Jørgensen. La formation DSM vient également avec de sérieux arguments : Lorena Wiebes, Coryn Rivera et Leah Kirchmann. Enfin, Ale BTC se présente avec Marlen Reusser et Marta Bastianelli au Luxembourg.

## Déroulement de la course

### Prologue
Lorena Wiebes remporte le prologue devant sa coéquipière Leah Kirchmann.
| \| Classement de l'étape \| Classement de l'étape \| Classement de l'étape \| Classement de l'étape \| Classement de l'étape \| \| Coureuse \| Coureuse \| Pays \| Équipe \| Temps \| \| --------------------- \| --------------------- \| --------------------- \| ---------------------- \| --------------------- \| \| 1re \| Lorena Wiebes \| Pays-Bas \| Team DSM \| 3 min 12 s \| \| 2e \| Leah Kirchmann \| Canada \| Team DSM \| + 3 s \| \| 3e \| Karlijn Swinkels \| Pays-Bas \| Jumbo-Visma Women Team \| + 3 s \| \| 4e \| Thalita de Jong \| Pays-Bas \| Bingoal-Chevalmeire \| + 5 s \| \| 5e \| Lonneke Uneken \| Pays-Bas \| SD Worx \| + 5 s \| \| 6e \| Anouska Koster \| Pays-Bas \| Jumbo-Visma Women Team \| + 5 s \| \| 7e \| Ruth Edwards \| États-Unis \| Trek-Segafredo \| + 6 s \| \| 8e \| Christine Majerus \| Luxembourg \| SD Worx \| + 6 s \| \| 9e \| Riejanne Markus \| Pays-Bas \| Jumbo-Visma Women Team \| + 7 s \| \| 10e \| Emma Norsgaard \| Danemark \| Movistar Team \| + 7 s \| |                   |            |                        |            |
| |                   |            |                        |            |
| Source : ProCyclingStats |                   |            |                        |            |
| Classement de l'étape |                   |            |                        |            |
| Coureuse | Coureuse          | Pays       | Équipe                 | Temps      |
| 1re | Lorena Wiebes     | Pays-Bas   | Team DSM               | 3 min 12 s |
| 2e | Leah Kirchmann    | Canada     | Team DSM               | + 3 s      |
| 3e | Karlijn Swinkels  | Pays-Bas   | Jumbo-Visma Women Team | + 3 s      |
| 4e | Thalita de Jong   | Pays-Bas   | Bingoal-Chevalmeire    | + 5 s      |
| 5e | Lonneke Uneken    | Pays-Bas   | SD Worx                | + 5 s      |
| 6e | Anouska Koster    | Pays-Bas   | Jumbo-Visma Women Team | + 5 s      |
| 7e | Ruth Edwards      | États-Unis | Trek-Segafredo         | + 6 s      |
| 8e | Christine Majerus | Luxembourg | SD Worx                | + 6 s      |
| 9e | Riejanne Markus   | Pays-Bas   | Jumbo-Visma Women Team | + 7 s      |
| 10e | Emma Norsgaard    | Danemark   | Movistar Team          | + 7 s      |

| \| Classement général \| Classement général \| Classement général \| Classement général \| Classement général \| \| Coureuse \| Coureuse \| Pays \| Équipe \| Temps \| \| ------------------ \| ------------------ \| ------------------ \| ---------------------- \| ------------------ \| \| 1re \| Lorena Wiebes \| Pays-Bas \| Team DSM \| 3 min 12 s \| \| 2e \| Leah Kirchmann \| Canada \| Team DSM \| + 3 s \| \| 3e \| Karlijn Swinkels \| Pays-Bas \| Jumbo-Visma Women Team \| + 3 s \| \| 4e \| Thalita de Jong \| Pays-Bas \| Bingoal-Chevalmeire \| + 5 s \| \| 5e \| Lonneke Uneken \| Pays-Bas \| SD Worx \| + 5 s \| \| 6e \| Anouska Koster \| Pays-Bas \| Jumbo-Visma Women Team \| + 5 s \| \| 7e \| Ruth Edwards \| États-Unis \| Trek-Segafredo \| + 6 s \| \| 8e \| Christine Majerus \| Luxembourg \| SD Worx \| + 6 s \| \| 9e \| Riejanne Markus \| Pays-Bas \| Jumbo-Visma Women Team \| + 7 s \| \| 10e \| Emma Norsgaard \| Danemark \| Movistar Team \| + 7 s \| |                   |            |                        |            |
| |                   |            |                        |            |
| Source : ProCyclingStats |                   |            |                        |            |
| Classement général |                   |            |                        |            |
| Coureuse | Coureuse          | Pays       | Équipe                 | Temps      |
| 1re | Lorena Wiebes     | Pays-Bas   | Team DSM               | 3 min 12 s |
| 2e | Leah Kirchmann    | Canada     | Team DSM               | + 3 s      |
| 3e | Karlijn Swinkels  | Pays-Bas   | Jumbo-Visma Women Team | + 3 s      |
| 4e | Thalita de Jong   | Pays-Bas   | Bingoal-Chevalmeire    | + 5 s      |
| 5e | Lonneke Uneken    | Pays-Bas   | SD Worx                | + 5 s      |
| 6e | Anouska Koster    | Pays-Bas   | Jumbo-Visma Women Team | + 5 s      |
| 7e | Ruth Edwards      | États-Unis | Trek-Segafredo         | + 6 s      |
| 8e | Christine Majerus | Luxembourg | SD Worx                | + 6 s      |
| 9e | Riejanne Markus   | Pays-Bas   | Jumbo-Visma Women Team | + 7 s      |
| 10e | Emma Norsgaard    | Danemark   | Movistar Team          | + 7 s      |

### 1reétape
Lors du deuxième passage de la côte du parcours, Thalita de Jong et Kathrin Hammes attaquent. Elles comptent jusqu'à trois minutes d'avance à soixante kilomètres de l'arrivée. La poursuite est menée par les équipes Jumbo-Visma, Parkhotel-Valkenburg et Liv Racing. Lorena Wiebes est prise dans une chute durant l'étape. Les deux échappées sont reprises dans le dernier tour. Au sprint, Emma Norsgaard Jørgensen s'impose facilement.
| \| Classement de l'étape \| Classement de l'étape \| Classement de l'étape \| Classement de l'étape \| Classement de l'étape \| \| Coureuse \| Coureuse \| Pays \| Équipe \| Temps \| \| --------------------- \| ------------------------- \| --------------------- \| ------------------------- \| --------------------- \| \| 1re \| Emma Norsgaard \| Danemark \| Movistar Team \| 3 h 14 min 06 s \| \| 2e \| Maria Giulia Confalonieri \| Italie \| Ceratizit-WNT Pro Cycling \| + 0 s \| \| 3e \| Leah Kirchmann \| Canada \| Team DSM \| + 2 s \| \| 4e \| Elise Chabbey \| Suisse \| Canyon-SRAM Racing \| + 2 s \| \| 5e \| Juliette Labous \| France \| Team DSM \| + 2 s \| \| 6e \| Christine Majerus \| Luxembourg \| SD Worx \| + 2 s \| \| 7e \| Karlijn Swinkels \| Pays-Bas \| Jumbo-Visma Women Team \| + 2 s \| \| 8e \| Ruth Edwards \| États-Unis \| Trek-Segafredo \| + 2 s \| \| 9e \| Riejanne Markus \| Pays-Bas \| Jumbo-Visma Women Team \| + 2 s \| \| 10e \| Pauliena Rooijakkers \| Pays-Bas \| Liv Racing \| + 2 s \| |                           |            |                           |                 |
| |                           |            |                           |                 |
| Source : ProCyclingStats |                           |            |                           |                 |
| Classement de l'étape |                           |            |                           |                 |
| Coureuse | Coureuse                  | Pays       | Équipe                    | Temps           |
| 1re | Emma Norsgaard            | Danemark   | Movistar Team             | 3 h 14 min 06 s |
| 2e | Maria Giulia Confalonieri | Italie     | Ceratizit-WNT Pro Cycling | + 0 s           |
| 3e | Leah Kirchmann            | Canada     | Team DSM                  | + 2 s           |
| 4e | Elise Chabbey             | Suisse     | Canyon-SRAM Racing        | + 2 s           |
| 5e | Juliette Labous           | France     | Team DSM                  | + 2 s           |
| 6e | Christine Majerus         | Luxembourg | SD Worx                   | + 2 s           |
| 7e | Karlijn Swinkels          | Pays-Bas   | Jumbo-Visma Women Team    | + 2 s           |
| 8e | Ruth Edwards              | États-Unis | Trek-Segafredo            | + 2 s           |
| 9e | Riejanne Markus           | Pays-Bas   | Jumbo-Visma Women Team    | + 2 s           |
| 10e | Pauliena Rooijakkers      | Pays-Bas   | Liv Racing                | + 2 s           |

| \| Classement général \| Classement général \| Classement général \| Classement général \| Classement général \| \| Coureuse \| Coureuse \| Pays \| Équipe \| Temps \| \| ------------------ \| ------------------------- \| ------------------ \| ------------------------- \| ------------------ \| \| 1re \| Emma Norsgaard \| Danemark \| Movistar Team \| 3 h 17 min 15 s \| \| 2e \| Leah Kirchmann \| Canada \| Team DSM \| + 4 s \| \| 3e \| Karlijn Swinkels \| Pays-Bas \| Jumbo-Visma Women Team \| + 8 s \| \| 4e \| Maria Giulia Confalonieri \| Italie \| Ceratizit-WNT Pro Cycling \| + 10 s \| \| 5e \| Thalita de Jong \| Pays-Bas \| Bingoal-Chevalmeire \| + 10 s \| \| 6e \| Lonneke Uneken \| Pays-Bas \| SD Worx \| + 10 s \| \| 7e \| Anouska Koster \| Pays-Bas \| Jumbo-Visma Women Team \| + 10 s \| \| 8e \| Ruth Edwards \| États-Unis \| Trek-Segafredo \| + 11 s \| \| 9e \| Christine Majerus \| Luxembourg \| SD Worx \| + 11 s \| \| 10e \| Riejanne Markus \| Pays-Bas \| Jumbo-Visma Women Team \| + 12 s \| |                           |            |                           |                 |
| |                           |            |                           |                 |
| Source : ProCyclingStats |                           |            |                           |                 |
| Classement général |                           |            |                           |                 |
| Coureuse | Coureuse                  | Pays       | Équipe                    | Temps           |
| 1re | Emma Norsgaard            | Danemark   | Movistar Team             | 3 h 17 min 15 s |
| 2e | Leah Kirchmann            | Canada     | Team DSM                  | + 4 s           |
| 3e | Karlijn Swinkels          | Pays-Bas   | Jumbo-Visma Women Team    | + 8 s           |
| 4e | Maria Giulia Confalonieri | Italie     | Ceratizit-WNT Pro Cycling | + 10 s          |
| 5e | Thalita de Jong           | Pays-Bas   | Bingoal-Chevalmeire       | + 10 s          |
| 6e | Lonneke Uneken            | Pays-Bas   | SD Worx                   | + 10 s          |
| 7e | Anouska Koster            | Pays-Bas   | Jumbo-Visma Women Team    | + 10 s          |
| 8e | Ruth Edwards              | États-Unis | Trek-Segafredo            | + 11 s          |
| 9e | Christine Majerus         | Luxembourg | SD Worx                   | + 11 s          |
| 10e | Riejanne Markus           | Pays-Bas   | Jumbo-Visma Women Team    | + 12 s          |

### 2eétape
Dans le premier prix des monts, les deux échappées de la veille se disputent les points. Thalita de Jong passe première. Mischa Bredewold attaque ensuite et obtient trente secondes d'avance. Elle est reprise à quatre tours de l'arrivée. De Jong prend les points lors du troisième classement de la montagne. Le peloton se scinde alors en quatre. Le groupe de tête compte environ vingt coureuses. Elles ont trente secondes d'avance sur le deuxième groupe à trois tours de l'arrivée. De Jong remporte le dernier prix des monts mettant son maillot en sécurité. À dix-huit kilomètres de l'arrivée, le peloton se reforme. Elise Chabbey attaque à plusieurs reprises, mais l'équipe Movistar contrôle la course. Aux cinq kilomètres, Tayler Wiles accélère à tour sans succès. Elle est imitée par Ruth Winder. Wiles retentant ensuite deux fois. Maria Giulia Confalonieri lance le sprint, mais elle est dépassée par Emma Norsgaard Jørgensen  qui remporte donc l'étape et le classement général.
| \| Classement de l'étape \| Classement de l'étape \| Classement de l'étape \| Classement de l'étape \| Classement de l'étape \| \| Coureuse \| Coureuse \| Pays \| Équipe \| Temps \| \| --------------------- \| ------------------------- \| --------------------- \| ---------------------------------- \| --------------------- \| \| 1re \| Emma Norsgaard \| Danemark \| Movistar Team \| 2 h 47 min 55 s \| \| 2e \| Maria Giulia Confalonieri \| Italie \| Ceratizit-WNT Pro Cycling \| + 0 s \| \| 3e \| Sofia Bertizzolo \| Italie \| Liv Racing \| + 0 s \| \| 4e \| Silvia Persico \| Italie \| Valcar-Travel & Service \| + 0 s \| \| 5e \| Marie Le Net \| France \| FDJ-Nouvelle Aquitaine-Futuroscope \| + 0 s \| \| 6e \| Thalita de Jong \| Pays-Bas \| Bingoal-Chevalmeire \| + 0 s \| \| 7e \| Leah Kirchmann \| Canada \| Team DSM \| + 0 s \| \| 8e \| Juliette Labous \| France \| Team DSM \| + 0 s \| \| 9e \| Karlijn Swinkels \| Pays-Bas \| Jumbo-Visma Women Team \| + 0 s \| \| 10e \| Valerie Demey \| Belgique \| Liv Racing \| + 0 s \| |                           |          |                                    |                 |
| |                           |          |                                    |                 |
| Source : ProCyclingStats |                           |          |                                    |                 |
| Classement de l'étape |                           |          |                                    |                 |
| Coureuse | Coureuse                  | Pays     | Équipe                             | Temps           |
| 1re | Emma Norsgaard            | Danemark | Movistar Team                      | 2 h 47 min 55 s |
| 2e | Maria Giulia Confalonieri | Italie   | Ceratizit-WNT Pro Cycling          | + 0 s           |
| 3e | Sofia Bertizzolo          | Italie   | Liv Racing                         | + 0 s           |
| 4e | Silvia Persico            | Italie   | Valcar-Travel & Service            | + 0 s           |
| 5e | Marie Le Net              | France   | FDJ-Nouvelle Aquitaine-Futuroscope | + 0 s           |
| 6e | Thalita de Jong           | Pays-Bas | Bingoal-Chevalmeire                | + 0 s           |
| 7e | Leah Kirchmann            | Canada   | Team DSM                           | + 0 s           |
| 8e | Juliette Labous           | France   | Team DSM                           | + 0 s           |
| 9e | Karlijn Swinkels          | Pays-Bas | Jumbo-Visma Women Team             | + 0 s           |
| 10e | Valerie Demey             | Belgique | Liv Racing                         | + 0 s           |

## Classements finals

### Classement général final
| \| Classement général \| Classement général \| Classement général \| Classement général \| Classement général \| \| Coureuse \| Coureuse \| Pays \| Équipe \| Temps \| \| ------------------ \| ------------------------- \| ------------------ \| ------------------------- \| ------------------ \| \| 1re \| Emma Norsgaard \| Danemark \| Movistar Team \| 6 h 05 min 00 s \| \| 2e \| Leah Kirchmann \| Canada \| Team DSM \| + 14 s \| \| 3e \| Maria Giulia Confalonieri \| Italie \| Ceratizit-WNT Pro Cycling \| + 14 s \| \| 4e \| Karlijn Swinkels \| Pays-Bas \| Jumbo-Visma Women Team \| + 18 s \| \| 5e \| Thalita de Jong \| Pays-Bas \| Bingoal-Chevalmeire \| + 20 s \| \| 6e \| Anouska Koster \| Pays-Bas \| Jumbo-Visma Women Team \| + 20 s \| \| 7e \| Christine Majerus \| Luxembourg \| SD Worx \| + 21 s \| \| 8e \| Ruth Edwards \| États-Unis \| Trek-Segafredo \| + 21 s \| \| 9e \| Riejanne Markus \| Pays-Bas \| Jumbo-Visma Women Team \| + 22 s \| \| 10e \| Juliette Labous \| France \| Team DSM \| + 23 s \| |                           |            |                           |                 |
| |                           |            |                           |                 |
| Source : ProCyclingStats |                           |            |                           |                 |
| Classement général |                           |            |                           |                 |
| Coureuse | Coureuse                  | Pays       | Équipe                    | Temps           |
| 1re | Emma Norsgaard            | Danemark   | Movistar Team             | 6 h 05 min 00 s |
| 2e | Leah Kirchmann            | Canada     | Team DSM                  | + 14 s          |
| 3e | Maria Giulia Confalonieri | Italie     | Ceratizit-WNT Pro Cycling | + 14 s          |
| 4e | Karlijn Swinkels          | Pays-Bas   | Jumbo-Visma Women Team    | + 18 s          |
| 5e | Thalita de Jong           | Pays-Bas   | Bingoal-Chevalmeire       | + 20 s          |
| 6e | Anouska Koster            | Pays-Bas   | Jumbo-Visma Women Team    | + 20 s          |
| 7e | Christine Majerus         | Luxembourg | SD Worx                   | + 21 s          |
| 8e | Ruth Edwards              | États-Unis | Trek-Segafredo            | + 21 s          |
| 9e | Riejanne Markus           | Pays-Bas   | Jumbo-Visma Women Team    | + 22 s          |
| 10e | Juliette Labous           | France     | Team DSM                  | + 23 s          |

### Points UCI
| Position           | 1er | 2e  | 3e  | 4e  | 5e | 6e | 7e | 8e | 9e | 10e | 11e | 12e | 13e | 14e | 15e | 16e à 25e | 26e à 30e |
| Classement général | 200 | 150 | 125 | 100 | 85 | 70 | 60 | 50 | 40 | 35  | 30  | 25  | 20  | 15  | 10  | 5         | 3         |
| Par étape          | 25  | 20  | 15  | 12  | 10 | 8  | 6  | 4  |    |     |     |     |     |     |     |           |           |
| Leader, par étape  | 5   |     |     |     |    |    |    |    |    |     |     |     |     |     |     |           |           |

### Classements annexes
| Classement par points | Classement par points     | Classement par points | Classement par points     | Classement par points |
| Coureuse              | Coureuse                  | Pays                  | Équipe                    | Points                |
| --------------------- | ------------------------- | --------------------- | ------------------------- | --------------------- |
| 1re                   | Emma Norsgaard            | Danemark              | Movistar Team             | 30 pts                |
| 2e                    | Maria Giulia Confalonieri | Italie                | Ceratizit-WNT Pro Cycling | 24 pts                |
| 3e                    | Leah Kirchmann            | Canada                | Team DSM                  | 20 pts                |
| 4e                    | Karlijn Swinkels          | Pays-Bas              | Jumbo-Visma Women Team    | 12 pts                |
| 5e                    | Juliette Labous           | France                | Team DSM                  | 11 pts                |
| 6e                    | Sofia Bertizzolo          | Italie                | Liv Racing                | 10 pts                |
| 7e                    | Thalita de Jong           | Pays-Bas              | Bingoal-Chevalmeire       | 9 pts                 |
| 8e                    | Elise Chabbey             | Suisse                | Canyon-SRAM Racing        | 8 pts                 |
| 9e                    | Silvia Persico            | Italie                | Valcar-Travel & Service   | 8 pts                 |
| 10e                   | Lorena Wiebes             | Pays-Bas              | Team DSM                  | 8 pts                 |

| Classement par points | Classement par points     | Classement par points | Classement par points     | Classement par points |
| Coureuse              | Coureuse                  | Pays                  | Équipe                    | Points                |
| --------------------- | ------------------------- | --------------------- | ------------------------- | --------------------- |
| 1re                   | Emma Norsgaard            | Danemark              | Movistar Team             | 30 pts                |
| 2e                    | Maria Giulia Confalonieri | Italie                | Ceratizit-WNT Pro Cycling | 24 pts                |
| 3e                    | Leah Kirchmann            | Canada                | Team DSM                  | 20 pts                |
| 4e                    | Karlijn Swinkels          | Pays-Bas              | Jumbo-Visma Women Team    | 12 pts                |
| 5e                    | Juliette Labous           | France                | Team DSM                  | 11 pts                |
| 6e                    | Sofia Bertizzolo          | Italie                | Liv Racing                | 10 pts                |
| 7e                    | Thalita de Jong           | Pays-Bas              | Bingoal-Chevalmeire       | 9 pts                 |
| 8e                    | Elise Chabbey             | Suisse                | Canyon-SRAM Racing        | 8 pts                 |
| 9e                    | Silvia Persico            | Italie                | Valcar-Travel & Service   | 8 pts                 |
| 10e                   | Lorena Wiebes             | Pays-Bas              | Team DSM                  | 8 pts                 |

| Classement de la montagne | Classement de la montagne | Classement de la montagne | Classement de la montagne | Classement de la montagne |
| Coureuse                  | Coureuse                  | Pays                      | Équipe                    | Points                    |
| ------------------------- | ------------------------- | ------------------------- | ------------------------- | ------------------------- |
| 1re                       | Thalita de Jong           | Pays-Bas                  | Bingoal-Chevalmeire       | 31 pts                    |
| 2e                        | Kathrin Hammes            | Allemagne                 | Ceratizit-WNT Pro Cycling | 18 pts                    |
| 3e                        | Danielle Christmas        | Royaume-Uni               | Drops-Le Col              | 7 pts                     |
| 4e                        | Mischa Bredewold          | Pays-Bas                  | Parkhotel Valkenburg      | 5 pts                     |
| 5e                        | Christine Majerus         | Luxembourg                | SD Worx                   | 3 pts                     |
| 6e                        | Mikayla Harvey            | Nouvelle-Zélande          | Canyon-SRAM Racing        | 3 pts                     |
| 7e                        | Riejanne Markus           | Pays-Bas                  | Jumbo-Visma Women Team    | 1 pt                      |
| 8e                        | Sofia Bertizzolo          | Italie                    | Liv Racing                | 1 pt                      |
| 9e                        | Niamh Fisher-Black        | Nouvelle-Zélande          | SD Worx                   | 1 pt                      |
| 10e                       | Julia van Bokhoven        | Pays-Bas                  | Parkhotel Valkenburg      | 1 pt                      |

| Classement de la montagne | Classement de la montagne | Classement de la montagne | Classement de la montagne | Classement de la montagne |
| Coureuse                  | Coureuse                  | Pays                      | Équipe                    | Points                    |
| ------------------------- | ------------------------- | ------------------------- | ------------------------- | ------------------------- |
| 1re                       | Thalita de Jong           | Pays-Bas                  | Bingoal-Chevalmeire       | 31 pts                    |
| 2e                        | Kathrin Hammes            | Allemagne                 | Ceratizit-WNT Pro Cycling | 18 pts                    |
| 3e                        | Danielle Christmas        | Royaume-Uni               | Drops-Le Col              | 7 pts                     |
| 4e                        | Mischa Bredewold          | Pays-Bas                  | Parkhotel Valkenburg      | 5 pts                     |
| 5e                        | Christine Majerus         | Luxembourg                | SD Worx                   | 3 pts                     |
| 6e                        | Mikayla Harvey            | Nouvelle-Zélande          | Canyon-SRAM Racing        | 3 pts                     |
| 7e                        | Riejanne Markus           | Pays-Bas                  | Jumbo-Visma Women Team    | 1 pt                      |
| 8e                        | Sofia Bertizzolo          | Italie                    | Liv Racing                | 1 pt                      |
| 9e                        | Niamh Fisher-Black        | Nouvelle-Zélande          | SD Worx                   | 1 pt                      |
| 10e                       | Julia van Bokhoven        | Pays-Bas                  | Parkhotel Valkenburg      | 1 pt                      |

| Classement du meilleur jeune | Classement du meilleur jeune | Classement du meilleur jeune | Classement du meilleur jeune       | Classement du meilleur jeune |
| Coureuse                     | Coureuse                     | Pays                         | Équipe                             | Temps                        |
| ---------------------------- | ---------------------------- | ---------------------------- | ---------------------------------- | ---------------------------- |
| 1re                          | Emma Norsgaard               | Danemark                     | Movistar Team                      | 6 h 05 min 00 s              |
| 2e                           | Karlijn Swinkels             | Pays-Bas                     | Jumbo-Visma Women Team             | + 18 s                       |
| 3e                           | Juliette Labous              | France                       | Team DSM                           | + 23 s                       |
| 4e                           | Sofia Bertizzolo             | Italie                       | Liv Racing                         | + 26 s                       |
| 5e                           | Niamh Fisher-Black           | Nouvelle-Zélande             | SD Worx                            | + 33 s                       |
| 6e                           | Marie Le Net                 | France                       | FDJ-Nouvelle Aquitaine-Futuroscope | + 34 s                       |
| 7e                           | Mikayla Harvey               | Nouvelle-Zélande             | Canyon-SRAM Racing                 | + 36 s                       |
| 8e                           | Anna Shackley                | Royaume-Uni                  | SD Worx                            | + 37 s                       |
| 9e                           | Shirin van Anrooij           | Pays-Bas                     | Trek-Segafredo                     | + 44 s                       |
| 10e                          | Elisa Balsamo                | Italie                       | Valcar-Travel & Service            | + 48 s                       |

| Classement du meilleur jeune | Classement du meilleur jeune | Classement du meilleur jeune | Classement du meilleur jeune       | Classement du meilleur jeune |
| Coureuse                     | Coureuse                     | Pays                         | Équipe                             | Temps                        |
| ---------------------------- | ---------------------------- | ---------------------------- | ---------------------------------- | ---------------------------- |
| 1re                          | Emma Norsgaard               | Danemark                     | Movistar Team                      | 6 h 05 min 00 s              |
| 2e                           | Karlijn Swinkels             | Pays-Bas                     | Jumbo-Visma Women Team             | + 18 s                       |
| 3e                           | Juliette Labous              | France                       | Team DSM                           | + 23 s                       |
| 4e                           | Sofia Bertizzolo             | Italie                       | Liv Racing                         | + 26 s                       |
| 5e                           | Niamh Fisher-Black           | Nouvelle-Zélande             | SD Worx                            | + 33 s                       |
| 6e                           | Marie Le Net                 | France                       | FDJ-Nouvelle Aquitaine-Futuroscope | + 34 s                       |
| 7e                           | Mikayla Harvey               | Nouvelle-Zélande             | Canyon-SRAM Racing                 | + 36 s                       |
| 8e                           | Anna Shackley                | Royaume-Uni                  | SD Worx                            | + 37 s                       |
| 9e                           | Shirin van Anrooij           | Pays-Bas                     | Trek-Segafredo                     | + 44 s                       |
| 10e                          | Elisa Balsamo                | Italie                       | Valcar-Travel & Service            | + 48 s                       |

| Classement par équipes | Classement par équipes             | Classement par équipes | Classement par équipes |
| Équipe                 | Équipe                             | Pays                   | Temps                  |
| ---------------------- | ---------------------------------- | ---------------------- | ---------------------- |
| 1re                    | Jumbo-Visma                        | Pays-Bas               | 18 h 16 min 02 s       |
| 2e                     | SD Worx                            | Pays-Bas               | + 7 s                  |
| 3e                     | Team DSM                           | Allemagne              | + 14 s                 |
| 4e                     | Liv Racing                         | Pays-Bas               | + 20 s                 |
| 5e                     | Trek-Segafredo                     | États-Unis             | + 45 s                 |
| 6e                     | Canyon-SRAM Racing                 | Allemagne              | + 49 s                 |
| 7e                     | Movistar Team                      | Espagne                | + 1 min 06 s           |
| 8e                     | FDJ-Nouvelle Aquitaine-Futuroscope | France                 | + 1 min 56 s           |
| 9e                     | Ceratizit-WNT Pro Cycling          | Allemagne              | + 3 min 11 s           |
| 10e                    | Parkhotel Valkenburg               | Pays-Bas               | + 3 min 48 s           |

| Classement par équipes | Classement par équipes             | Classement par équipes | Classement par équipes |
| Équipe                 | Équipe                             | Pays                   | Temps                  |
| ---------------------- | ---------------------------------- | ---------------------- | ---------------------- |
| 1re                    | Jumbo-Visma                        | Pays-Bas               | 18 h 16 min 02 s       |
| 2e                     | SD Worx                            | Pays-Bas               | + 7 s                  |
| 3e                     | Team DSM                           | Allemagne              | + 14 s                 |
| 4e                     | Liv Racing                         | Pays-Bas               | + 20 s                 |
| 5e                     | Trek-Segafredo                     | États-Unis             | + 45 s                 |
| 6e                     | Canyon-SRAM Racing                 | Allemagne              | + 49 s                 |
| 7e                     | Movistar Team                      | Espagne                | + 1 min 06 s           |
| 8e                     | FDJ-Nouvelle Aquitaine-Futuroscope | France                 | + 1 min 56 s           |
| 9e                     | Ceratizit-WNT Pro Cycling          | Allemagne              | + 3 min 11 s           |
| 10e                    | Parkhotel Valkenburg               | Pays-Bas               | + 3 min 48 s           |

## Évolution des classements
| Étape              |                    | Vainqueur _    | Classement général | Classement par points | Meilleure grimpeuse _ | Meilleure jeune | Meilleure équipe _ |
| ------------------ | ------------------ | -------------- | ------------------ | --------------------- | --------------------- | --------------- | ------------------ |
| Prologue           | prologue           | Lorena Wiebes  | Lorena Wiebes      | Lorena Wiebes         | non attribué          | Lorena Wiebes   | Team DSM           |
| 1re étape          | étape vallonnée    | Emma Norsgaard | Emma Norsgaard     | Emma Norsgaard        | Kathrin Hammes        | Emma Norsgaard  | Team DSM           |
| 2e étape           | étape vallonnée    | Emma Norsgaard | Emma Norsgaard     | Emma Norsgaard        | Thalita de Jong       | Emma Norsgaard  | Jumbo-Visma        |
| Classements finals | Classements finals |                | Emma Norsgaard     | Emma Norsgaard        | Thalita de Jong       | Emma Norsgaard  | Jumbo-Visma        |

## Liste des participantes
| Légende                             | Légende | Légende                                | Légende                                                                                              |
| ----------------------------------- | --- | -------------------------------------- | --- |
| Num                                 | Dossard de départ porté par la coureuse sur ce Festival Elsy Jacobs                                             | Pos                                    | Position finale au classement général                                                                |
| Leader du classement général        | Indique la vainqueur du classement général                                                                      | Leader du classement par points        | Indique la vainqueur du classement par points                                                        |
| Leader du classement de la montagne | Indique la vainqueur du classement de la montagne                                                               | Leader du classement du meilleur jeune | Indique la vainqueur du classement de la meilleure jeune                                             |
|                                     | Indique un maillot de champion national ou mondial, suivi de sa spécialité                                      | #                                      | Indique la meilleure équipe                                                                          |
| NP                                  | Indique une coureuse qui n'a pas pris le départ d'une étape, suivi du numéro de l'étape où elle s'est retirée   | AB                                     | Indique une coureuse qui n'a pas terminé une étape, suivi du numéro de l'étape où elle s'est retirée |
| HD                                  | Indique un coureuse qui a terminé une étape hors des délais, suivi du numéro de l'étape                         | DSQ                                    | Indique un coureur qui a été disqualifié de la course, suivi du numéro de l'étape                    |
| *                                   | Indique un coureuse en lice pour le classement de la meilleure jeune (coureuses nées après le 1er janvier 1997) |                                        | |

| Ceratizit-WNT Pro Cycling WNT | Ceratizit-WNT Pro Cycling WNT   | Ceratizit-WNT Pro Cycling WNT |
| ----------------------------- | ------------------------------- | ----------------------------- |
| Num                           | Coureuse                        | Pos                           |
| 1                             | Laura Asencio (FRA)             | 47e                           |
| 2                             | Maria Giulia Confalonieri (ITA) | 3e                            |
| 3                             | Kathrin Hammes (GER)            | 35e                           |
| 4                             | Julie Norman Leth (DEN)         | 33e                           |
| 5                             | Lea Lin Teutenberg (GER)        | 57e                           |
| 6                             | Lara Vieceli (ITA)              | 39e                           |

| SD Worx SDW | SD Worx SDW                               | SD Worx SDW |
| ----------- | ----------------------------------------- | ----------- |
| Num         | Coureuse                                  | Pos         |
| 11          | Christine Majerus (LUX) (route et chrono) | 8e          |
| 12          | Lonneke Uneken (NED)                      | 44e         |
| 13          | Anna Shackley (GBR)                       | 23e         |
| 14          | Niamh Fisher-Black (NZL)                  | 18e         |
| 15          | Elena Cecchini (ITA)                      | 15e         |
| 16          | Nikola Nosková (CZE) (chrono)             | AB-1        |

| Trek-Segafredo TFS | Trek-Segafredo TFS               | Trek-Segafredo TFS |
| ------------------ | -------------------------------- | ------------------ |
| Num                | Coureuse                         | Pos                |
| 21                 | Elynor Bäckstedt (GBR)           | AB-2               |
| 22                 | Amalie Dideriksen (DEN) (chrono) | 50e                |
| 23                 | Lauretta Hanson (AUS)            | 61e                |
| 24                 | Shirin van Anrooij (NED)         | 25e                |
| 25                 | Tayler Wiles (USA)               | 26e                |
| 26                 | Ruth Edwards (USA) (chrono)      | 7e                 |

| Movistar Team MOV | Movistar Team MOV            | Movistar Team MOV |
| ----------------- | ---------------------------- | ----------------- |
| Num               | Coureuse                     | Pos               |
| 31                | Aude Biannic (FRA)           | 31e               |
| 32                | Barbara Guarischi (ITA)      | 59e               |
| 33                | Emma Norsgaard (DEN) (route) | 1re               |
| 34                | Alba Teruel (ESP)            | AB-2              |
| 35                | Lourdes Oyarbide (ESP)       | 60e               |
| 36                | Leah Thomas (USA)            | 16e               |

| FDJ-Nouvelle Aquitaine-Futuroscope FDJ | FDJ-Nouvelle Aquitaine-Futuroscope FDJ | FDJ-Nouvelle Aquitaine-Futuroscope FDJ |
| -------------------------------------- | -------------------------------------- | -------------------------------------- |
| Num                                    | Coureuse                               | Pos                                    |
| 41                                     | Clara Copponi (FRA)                    | 32e                                    |
| 42                                     | Eugénie Duval (FRA)                    | 24e                                    |
| 43                                     | Maëlle Grossetête (FRA)                | AB-2                                   |
| 44                                     | Lauren Kitchen (AUS)                   | AB-1                                   |
| 45                                     | Marie Le Net (FRA)                     | 19e                                    |
| 46                                     | Jade Wiel (FRA)                        | AB-2                                   |

| Team DSM DSM | Team DSM DSM                   | Team DSM DSM |
| ------------ | ------------------------------ | ------------ |
| Num          | Coureuse                       | Pos          |
| 51           | Leah Kirchmann (CAN)           | 2e           |
| 52           | Juliette Labous (FRA) (chrono) | 10e          |
| 53           | Wilma Olausson (SWE)           | AB-1         |
| 54           | Esmée Peperkamp (NED)          | 51e          |
| 55           | Coryn Rivera (USA)             | 45e          |
| 56           | Lorena Wiebes (NED)            | AB-2         |

| Alé BTC Ljubljana ALE | Alé BTC Ljubljana ALE    | Alé BTC Ljubljana ALE |
| --------------------- | ------------------------ | --------------------- |
| Num                   | Coureuse                 | Pos                   |
| 63                    | Anastasia Chursina (RUS) | 20e                   |
| 64                    | Laura Tomasi (ITA)       | AB-2                  |
| 65                    | Alessia Patuelli (ITA)   | AB-2                  |
| 66                    | Tatiana Guderzo (ITA)    | 17e                   |

| Canyon-SRAM Racing CSR | Canyon-SRAM Racing CSR               | Canyon-SRAM Racing CSR |
| ---------------------- | ------------------------------------ | ---------------------- |
| Num                    | Coureuse                             | Pos                    |
| 71                     | Elise Chabbey (SUI) (route)          | 11e                    |
| 72                     | Ella Harris (NZL)                    | 36e                    |
| 73                     | Mikayla Harvey (NZL)                 | 21e                    |
| 74                     | Hannah Ludwig (GER)                  | 37e                    |
| 75                     | Omer Shapira (ISR) (route et chrono) | 34e                    |
| 76                     | Neve Bradbury (AUS)                  | AB-2                   |

| Liv Racing LIV | Liv Racing LIV             | Liv Racing LIV |
| -------------- | -------------------------- | -------------- |
| Num            | Coureuse                   | Pos            |
| 81             | Sofia Bertizzolo (ITA)     | 13e            |
| 82             | Valerie Demey (BEL)        | 22e            |
| 83             | Marta Jaskulska (POL)      | 30e            |
| 84             | Jeanne Korevaar (NED)      | 12e            |
| 85             | Evy Kuijpers (NED)         | AB-2           |
| 86             | Pauliena Rooijakkers (NED) | 14e            |

| Jumbo-Visma Women Team TJV | Jumbo-Visma Women Team TJV | Jumbo-Visma Women Team TJV |
| -------------------------- | -------------------------- | -------------------------- |
| Num                        | Coureuse                   | Pos                        |
| 91                         | Nancy van der Burg (NED)   | 53e                        |
| 92                         | Karlijn Swinkels (NED)     | 4e                         |
| 93                         | Riejanne Markus (NED)      | 9e                         |
| 94                         | Julie Van de Velde (BEL)   | 62e                        |
| 95                         | Anouska Koster (NED)       | 6e                         |
| 96                         | Romy Kasper (GER)          | 42e                        |

| Valcar-Travel & Service VAL | Valcar-Travel & Service VAL | Valcar-Travel & Service VAL |
| --------------------------- | --------------------------- | --------------------------- |
| Num                         | Coureuse                    | Pos                         |
| 101                         | Elisa Balsamo (ITA)         | 27e                         |
| 102                         | Chiara Consonni (ITA)       | 48e                         |
| 103                         | Ilaria Sanguineti (ITA)     | AB-2                        |
| 104                         | Alice Maria Arzuffi (ITA)   | AB-2                        |
| 105                         | Silvia Pollicini (ITA)      | 49e                         |
| 106                         | Silvia Persico (ITA)        | 28e                         |

| Massi Tactic MAT | Massi Tactic MAT              | Massi Tactic MAT |
| ---------------- | ----------------------------- | ---------------- |
| Num              | Coureuse                      | Pos              |
| 111              | Vita Heine (NOR)              | 52e              |
| 112              | Špela Kern (SLO)              | AB-2             |
| 113              | Maaike Coljé (NED)            | 65e              |
| 114              | Gabrielle Pilote Fortin (CAN) | AB-2             |
| 115              | Mireia Benito (ESP)           | 63e              |
| 116              | Olivia Baril (CAN)            | 40e              |

| Andy Schleck-CP NVST-Immo Losch ASC | Andy Schleck-CP NVST-Immo Losch ASC | Andy Schleck-CP NVST-Immo Losch ASC |
| ----------------------------------- | ----------------------------------- | ----------------------------------- |
| Num                                 | Coureuse                            | Pos                                 |
| 121                                 | Sandra Weiss (SUI)                  | AB-2                                |
| 122                                 | Nina Berton (LUX)                   | AB-2                                |
| 123                                 | Georgia Danford (AUS)               | 58e                                 |
| 124                                 | Mae Lang (EST)                      | AB-2                                |
| 125                                 | Rylee McMullen (NZL)                | AB-2                                |
| 126                                 | Mie Bjørndal Ottestad (NOR) (route) | 54e                                 |

| Stade Rochelais Charente-Maritime CMW | Stade Rochelais Charente-Maritime CMW | Stade Rochelais Charente-Maritime CMW |
| ------------------------------------- | ------------------------------------- | ------------------------------------- |
| Num                                   | Coureuse                              | Pos                                   |
| 131                                   | Manon Souyris (FRA)                   | AB-2                                  |
| 132                                   | Élodie Le Bail (FRA)                  | AB-1                                  |
| 133                                   | Séverine Eraud (FRA)                  | AB-1                                  |
| 134                                   | Noemi Rüegg (SUI)                     | 46e                                   |
| 135                                   | Coralie Demay (FRA)                   | AB-1                                  |
| 136                                   | Célia Le Mouël (FRA)                  | AB-1                                  |

| Parkhotel Valkenburg PHV | Parkhotel Valkenburg PHV  | Parkhotel Valkenburg PHV |
| ------------------------ | ------------------------- | ------------------------ |
| Num                      | Coureuse                  | Pos                      |
| 141                      | Amber van der Hulst (NED) | 38e                      |
| 142                      | Mischa Bredewold (NED)    | 29e                      |
| 143                      | Julia van Bokhoven (NED)  | 41e                      |
| 144                      | Belle De Gast (NED)       | AB-2                     |
| 145                      | Anne Van Rooijen (NED)    | AB-1                     |
| 146                      | Femke Gerritse (NED)      | 43e                      |

| Drops-Le Col DRP | Drops-Le Col DRP              | Drops-Le Col DRP |
| ---------------- | ----------------------------- | ---------------- |
| Num              | Coureuse                      | Pos              |
| 151              | Elizabeth Bennett (GBR)       | 56e              |
| 152              | Anna Christian (GBR)          | AB-2             |
| 153              | Danielle Christmas (GBR)      | 66e              |
| 154              | Emilie Moberg (NOR)           | AB-1             |
| 155              | Marjolein van 't Geloof (NED) | AB-2             |
| 156              | Finja Smekal (GER)            | AB-2             |

| Bingoal-Chevalmeire CCT | Bingoal-Chevalmeire CCT   | Bingoal-Chevalmeire CCT |
| ----------------------- | ------------------------- | ----------------------- |
| Num                     | Coureuse                  | Pos                     |
| 161                     | Thalita de Jong (NED)     | 5e                      |
| 162                     | Demi de Jong (NED)        | AB-1                    |
| 163                     | Natalie van Gogh (NED)    | 64e                     |
| 164                     | Justine Ghekiere (BEL)    | AB                      |
| 165                     | Claudia Jongerius (NED)   | AB-1                    |
| 166                     | Kelly Van den Steen (BEL) | 55e                     |

| Centre mondial du cyclisme WCC | Centre mondial du cyclisme WCC           | Centre mondial du cyclisme WCC |
| ------------------------------ | ---------------------------------------- | ------------------------------ |
| Num                            | Coureuse                                 | Pos                            |
| 171                            | Fatima Zahra El Hayani (MAR)             | AB-1                           |
| 172                            | Akvilė Gedraitytė (LTU)                  | AB-1                           |
| 173                            | Anastasiya Kolesava (BLR)                | 67e                            |
| 174                            | Tereza Medvedová (SVK) (route et chrono) | AB-1                           |
| 175                            | Magdeleine Vallieres (CAN)               | AB-1                           |
| 176                            | Ayan Khankishiyeva (AZE)                 | AB-1                           |

| Ceratizit-WNT Pro Cycling WNT | Ceratizit-WNT Pro Cycling WNT   | Ceratizit-WNT Pro Cycling WNT |
| ----------------------------- | ------------------------------- | ----------------------------- |
| Num                           | Coureuse                        | Pos                           |
| 1                             | Laura Asencio (FRA)             | 47e                           |
| 2                             | Maria Giulia Confalonieri (ITA) | 3e                            |
| 3                             | Kathrin Hammes (GER)            | 35e                           |
| 4                             | Julie Norman Leth (DEN)         | 33e                           |
| 5                             | Lea Lin Teutenberg (GER)        | 57e                           |
| 6                             | Lara Vieceli (ITA)              | 39e                           |

| SD Worx SDW | SD Worx SDW                               | SD Worx SDW |
| ----------- | ----------------------------------------- | ----------- |
| Num         | Coureuse                                  | Pos         |
| 11          | Christine Majerus (LUX) (route et chrono) | 8e          |
| 12          | Lonneke Uneken (NED)                      | 44e         |
| 13          | Anna Shackley (GBR)                       | 23e         |
| 14          | Niamh Fisher-Black (NZL)                  | 18e         |
| 15          | Elena Cecchini (ITA)                      | 15e         |
| 16          | Nikola Nosková (CZE) (chrono)             | AB-1        |

| Trek-Segafredo TFS | Trek-Segafredo TFS               | Trek-Segafredo TFS |
| ------------------ | -------------------------------- | ------------------ |
| Num                | Coureuse                         | Pos                |
| 21                 | Elynor Bäckstedt (GBR)           | AB-2               |
| 22                 | Amalie Dideriksen (DEN) (chrono) | 50e                |
| 23                 | Lauretta Hanson (AUS)            | 61e                |
| 24                 | Shirin van Anrooij (NED)         | 25e                |
| 25                 | Tayler Wiles (USA)               | 26e                |
| 26                 | Ruth Edwards (USA) (chrono)      | 7e                 |

| Movistar Team MOV | Movistar Team MOV            | Movistar Team MOV |
| ----------------- | ---------------------------- | ----------------- |
| Num               | Coureuse                     | Pos               |
| 31                | Aude Biannic (FRA)           | 31e               |
| 32                | Barbara Guarischi (ITA)      | 59e               |
| 33                | Emma Norsgaard (DEN) (route) | 1re               |
| 34                | Alba Teruel (ESP)            | AB-2              |
| 35                | Lourdes Oyarbide (ESP)       | 60e               |
| 36                | Leah Thomas (USA)            | 16e               |

| FDJ-Nouvelle Aquitaine-Futuroscope FDJ | FDJ-Nouvelle Aquitaine-Futuroscope FDJ | FDJ-Nouvelle Aquitaine-Futuroscope FDJ |
| -------------------------------------- | -------------------------------------- | -------------------------------------- |
| Num                                    | Coureuse                               | Pos                                    |
| 41                                     | Clara Copponi (FRA)                    | 32e                                    |
| 42                                     | Eugénie Duval (FRA)                    | 24e                                    |
| 43                                     | Maëlle Grossetête (FRA)                | AB-2                                   |
| 44                                     | Lauren Kitchen (AUS)                   | AB-1                                   |
| 45                                     | Marie Le Net (FRA)                     | 19e                                    |
| 46                                     | Jade Wiel (FRA)                        | AB-2                                   |

| Team DSM DSM | Team DSM DSM                   | Team DSM DSM |
| ------------ | ------------------------------ | ------------ |
| Num          | Coureuse                       | Pos          |
| 51           | Leah Kirchmann (CAN)           | 2e           |
| 52           | Juliette Labous (FRA) (chrono) | 10e          |
| 53           | Wilma Olausson (SWE)           | AB-1         |
| 54           | Esmée Peperkamp (NED)          | 51e          |
| 55           | Coryn Rivera (USA)             | 45e          |
| 56           | Lorena Wiebes (NED)            | AB-2         |

| Alé BTC Ljubljana ALE | Alé BTC Ljubljana ALE    | Alé BTC Ljubljana ALE |
| --------------------- | ------------------------ | --------------------- |
| Num                   | Coureuse                 | Pos                   |
| 63                    | Anastasia Chursina (RUS) | 20e                   |
| 64                    | Laura Tomasi (ITA)       | AB-2                  |
| 65                    | Alessia Patuelli (ITA)   | AB-2                  |
| 66                    | Tatiana Guderzo (ITA)    | 17e                   |

| Canyon-SRAM Racing CSR | Canyon-SRAM Racing CSR               | Canyon-SRAM Racing CSR |
| ---------------------- | ------------------------------------ | ---------------------- |
| Num                    | Coureuse                             | Pos                    |
| 71                     | Elise Chabbey (SUI) (route)          | 11e                    |
| 72                     | Ella Harris (NZL)                    | 36e                    |
| 73                     | Mikayla Harvey (NZL)                 | 21e                    |
| 74                     | Hannah Ludwig (GER)                  | 37e                    |
| 75                     | Omer Shapira (ISR) (route et chrono) | 34e                    |
| 76                     | Neve Bradbury (AUS)                  | AB-2                   |

| Liv Racing LIV | Liv Racing LIV             | Liv Racing LIV |
| -------------- | -------------------------- | -------------- |
| Num            | Coureuse                   | Pos            |
| 81             | Sofia Bertizzolo (ITA)     | 13e            |
| 82             | Valerie Demey (BEL)        | 22e            |
| 83             | Marta Jaskulska (POL)      | 30e            |
| 84             | Jeanne Korevaar (NED)      | 12e            |
| 85             | Evy Kuijpers (NED)         | AB-2           |
| 86             | Pauliena Rooijakkers (NED) | 14e            |

| Jumbo-Visma Women Team TJV | Jumbo-Visma Women Team TJV | Jumbo-Visma Women Team TJV |
| -------------------------- | -------------------------- | -------------------------- |
| Num                        | Coureuse                   | Pos                        |
| 91                         | Nancy van der Burg (NED)   | 53e                        |
| 92                         | Karlijn Swinkels (NED)     | 4e                         |
| 93                         | Riejanne Markus (NED)      | 9e                         |
| 94                         | Julie Van de Velde (BEL)   | 62e                        |
| 95                         | Anouska Koster (NED)       | 6e                         |
| 96                         | Romy Kasper (GER)          | 42e                        |

| Valcar-Travel & Service VAL | Valcar-Travel & Service VAL | Valcar-Travel & Service VAL |
| --------------------------- | --------------------------- | --------------------------- |
| Num                         | Coureuse                    | Pos                         |
| 101                         | Elisa Balsamo (ITA)         | 27e                         |
| 102                         | Chiara Consonni (ITA)       | 48e                         |
| 103                         | Ilaria Sanguineti (ITA)     | AB-2                        |
| 104                         | Alice Maria Arzuffi (ITA)   | AB-2                        |
| 105                         | Silvia Pollicini (ITA)      | 49e                         |
| 106                         | Silvia Persico (ITA)        | 28e                         |

| Massi Tactic MAT | Massi Tactic MAT              | Massi Tactic MAT |
| ---------------- | ----------------------------- | ---------------- |
| Num              | Coureuse                      | Pos              |
| 111              | Vita Heine (NOR)              | 52e              |
| 112              | Špela Kern (SLO)              | AB-2             |
| 113              | Maaike Coljé (NED)            | 65e              |
| 114              | Gabrielle Pilote Fortin (CAN) | AB-2             |
| 115              | Mireia Benito (ESP)           | 63e              |
| 116              | Olivia Baril (CAN)            | 40e              |

| Andy Schleck-CP NVST-Immo Losch ASC | Andy Schleck-CP NVST-Immo Losch ASC | Andy Schleck-CP NVST-Immo Losch ASC |
| ----------------------------------- | ----------------------------------- | ----------------------------------- |
| Num                                 | Coureuse                            | Pos                                 |
| 121                                 | Sandra Weiss (SUI)                  | AB-2                                |
| 122                                 | Nina Berton (LUX)                   | AB-2                                |
| 123                                 | Georgia Danford (AUS)               | 58e                                 |
| 124                                 | Mae Lang (EST)                      | AB-2                                |
| 125                                 | Rylee McMullen (NZL)                | AB-2                                |
| 126                                 | Mie Bjørndal Ottestad (NOR) (route) | 54e                                 |

| Stade Rochelais Charente-Maritime CMW | Stade Rochelais Charente-Maritime CMW | Stade Rochelais Charente-Maritime CMW |
| ------------------------------------- | ------------------------------------- | ------------------------------------- |
| Num                                   | Coureuse                              | Pos                                   |
| 131                                   | Manon Souyris (FRA)                   | AB-2                                  |
| 132                                   | Élodie Le Bail (FRA)                  | AB-1                                  |
| 133                                   | Séverine Eraud (FRA)                  | AB-1                                  |
| 134                                   | Noemi Rüegg (SUI)                     | 46e                                   |
| 135                                   | Coralie Demay (FRA)                   | AB-1                                  |
| 136                                   | Célia Le Mouël (FRA)                  | AB-1                                  |

| Parkhotel Valkenburg PHV | Parkhotel Valkenburg PHV  | Parkhotel Valkenburg PHV |
| ------------------------ | ------------------------- | ------------------------ |
| Num                      | Coureuse                  | Pos                      |
| 141                      | Amber van der Hulst (NED) | 38e                      |
| 142                      | Mischa Bredewold (NED)    | 29e                      |
| 143                      | Julia van Bokhoven (NED)  | 41e                      |
| 144                      | Belle De Gast (NED)       | AB-2                     |
| 145                      | Anne Van Rooijen (NED)    | AB-1                     |
| 146                      | Femke Gerritse (NED)      | 43e                      |

| Drops-Le Col DRP | Drops-Le Col DRP              | Drops-Le Col DRP |
| ---------------- | ----------------------------- | ---------------- |
| Num              | Coureuse                      | Pos              |
| 151              | Elizabeth Bennett (GBR)       | 56e              |
| 152              | Anna Christian (GBR)          | AB-2             |
| 153              | Danielle Christmas (GBR)      | 66e              |
| 154              | Emilie Moberg (NOR)           | AB-1             |
| 155              | Marjolein van 't Geloof (NED) | AB-2             |
| 156              | Finja Smekal (GER)            | AB-2             |

| Bingoal-Chevalmeire CCT | Bingoal-Chevalmeire CCT   | Bingoal-Chevalmeire CCT |
| ----------------------- | ------------------------- | ----------------------- |
| Num                     | Coureuse                  | Pos                     |
| 161                     | Thalita de Jong (NED)     | 5e                      |
| 162                     | Demi de Jong (NED)        | AB-1                    |
| 163                     | Natalie van Gogh (NED)    | 64e                     |
| 164                     | Justine Ghekiere (BEL)    | AB                      |
| 165                     | Claudia Jongerius (NED)   | AB-1                    |
| 166                     | Kelly Van den Steen (BEL) | 55e                     |

| Centre mondial du cyclisme WCC | Centre mondial du cyclisme WCC           | Centre mondial du cyclisme WCC |
| ------------------------------ | ---------------------------------------- | ------------------------------ |
| Num                            | Coureuse                                 | Pos                            |
| 171                            | Fatima Zahra El Hayani (MAR)             | AB-1                           |
| 172                            | Akvilė Gedraitytė (LTU)                  | AB-1                           |
| 173                            | Anastasiya Kolesava (BLR)                | 67e                            |
| 174                            | Tereza Medvedová (SVK) (route et chrono) | AB-1                           |
| 175                            | Magdeleine Vallieres (CAN)               | AB-1                           |
| 176                            | Ayan Khankishiyeva (AZE)                 | AB-1                           |

## Organisation et règlement

### Organisation
La course est organisée par le SaF Zéisseng. Le président et trésorier de l'organisation est Michel Pauly. Les secrétaire sont Marie-Rose Moro, Marc Kitchen et Tom Losch.

### Règlement de la course

#### Délais
Lors d'une course cycliste, les coureurs sont tenus d'arriver dans un laps de temps imparti à la suite du premier pour pouvoir être classés. Les délais prévus sont de 12 % pour toutes les étapes en ligne et 33 % pour le prologue. La règle des trois kilomètres s'applique conformément au règlement UCI.

#### Classements et bonifications
Le classement général individuel au temps est calculé par le cumul des temps enregistrés dans chacune des étapes parcourues. Des bonifications et d'éventuelles pénalisations sont incluses dans le calcul du classement. Le coureur qui est premier de ce classement est porteur du maillot jaune. En cas d'égalité au temps, les centièmes de secondes du prologue sont pris en considération. En cas de nouvelle égalité, la somme des places obtenues sur chaque étape départage les concurrentes.
Des bonifications sont attribuées dans cette épreuve. L'arrivée des étapes donne dix, six et quatre secondes de bonifications aux trois premières.

##### Classement par points
Le maillot vert, récompense le classement par points. Celui-ci se calcule selon le classement lors des arrivées d'étape.  
Les étapes en ligne attribuent aux dix premières des points selon le décompte suivant : 15, 12, 10, 8, 7, 6, 5, 4, 3 et 2. Le prologue attribue 8, 5, 4, 3, 2 et 1 point. En cas d'égalité, les coureurs sont prioritairement départagés par le nombre de victoires d'étapes. Si l'égalité persiste, la somme des places sur les étapes est réalisée, enfin la place obtenue au classement général entrent en compte. Pour être classé, un coureur doit avoir terminé la course dans les délais.

##### Classement de la montagne
Le maillot à pois rouge, récompense le classement de la montagne. Les monts attribuent 5, 3 et 1 points aux trois premières. En cas d'égalité, le nombre de première places sur les grand prix des monts sont décomptés. Si l'égalité persiste, la place obtenue au classement général entrent en compte.

##### Classement de la meilleure jeune
Le classement de la meilleure jeune ne concerne qu'une certaine catégorie de coureuses, celles étant âgées de moins de 23 ans. Ce classement, basé sur le classement général, attribue au premier un maillot blanc.

##### Répartition des maillots
Chaque coureuse en tête d'un classement est porteuse du maillot ou du dossard distinctif correspondant. Cependant, dans le cas où une coureuse dominerait plusieurs classements, celle-ci ne porte qu'un seul maillot distinctif, selon une priorité de classements. Le classement général au temps est le classement prioritaire, suivi du classement par points, du classement de la montagne et du classement de la meilleure jeune. Si ce cas de figure se produit, le maillot correspondant au classement annexe de priorité inférieure n'est pas porté par celui qui domine ce classement mais par son deuxième.

#### Primes
Les étapes en ligne, permettent de remporter les primes suivantes:
| Position | 1er     | 2e    | 3e    | 4e    | 5e    | 6e    | 7e    | 8e    | 9e    | 10e   |
| Prix     | 1 000 € | 330 € | 230 € | 215 € | 200 € | 175 € | 155 € | 130 € | 130 € | 130 € |

En sus, les coureuses placées de la 11e à la 15e place gagnent 80 € et de la 16e à la 20e place gagnent 55 €.
Le prologue rapporte lui :
| Position | 1er   | 2e    | 3e    | 4e    | 5e    | 6e    | 7e    | 8e    | 9e    | 10e   |
| Prix     | 500 € | 250 € | 180 € | 165 € | 145 € | 130 € | 110 € | 105 € | 105 € | 105 € |

En sus, les coureuses placées de la 11e à la 15e place gagnent 70 € et de la 16e à la 20e place gagnent 45 €.
Le classement général final attribue les sommes suivantes :
| Position | 1er     | 2e    | 3e    | 4e    | 5e    | 6e    | 7e   | 8e   | 9e   | 10e  |
| Prix     | 2 000 € | 700 € | 300 € | 200 € | 150 € | 100 € | 90 € | 80 € | 80 € | 80 € |

En sus, les coureuses placées de la 11e à la 15e place gagnent 55 € et de la 16e à la 20e place gagnent 35 €.

#### Prix
Les classements finals de la montagne, par points, par équipes et de la meilleure jeune rapportent 500, 200 et 100 € aux trois premières. À la fin de chaque étape, la leader du classement de la montagne, par points, de la meilleure jeune et la meilleure Luxembourgeoise gagne 100 €. La classement général de la meilleure Luxembourgeoise gagne 100 €.